# Mohammed Kászí Szaíd
Mohammed Kászí Szaíd (arabul: محمد قاسي سعيد); (Algír, 1958. május 2. – ) algériai válogatott labdarúgó.

## Pályafutása

### Klubcsapatban
1978 és 1990 között az RC Kouba csapatában játszott, melynek tagjaként 1981-ben megnyerte az algériai bajnokságot.

### A válogatottban
1982 és 1988 között 57 alkalommal szerepelt az algériai válogatottban. Részt vett az 1986-os világbajnokságon, ahol az algériaiak összes csoportmérkőzésén kezdőként lépett pályára. Tagja volt az 1984-es, az 1986-os és az 1988-as afrikai nemzetek kupáján szereplő válogatott keretének is.

## Sikerei, díjai
RC Kouba
- Algériai bajnok (1): 1981

Algéria
- Afrikai nemzetek kupája bronzérmes (2): 1984, 1988